# St. Martin (Pfalzel)

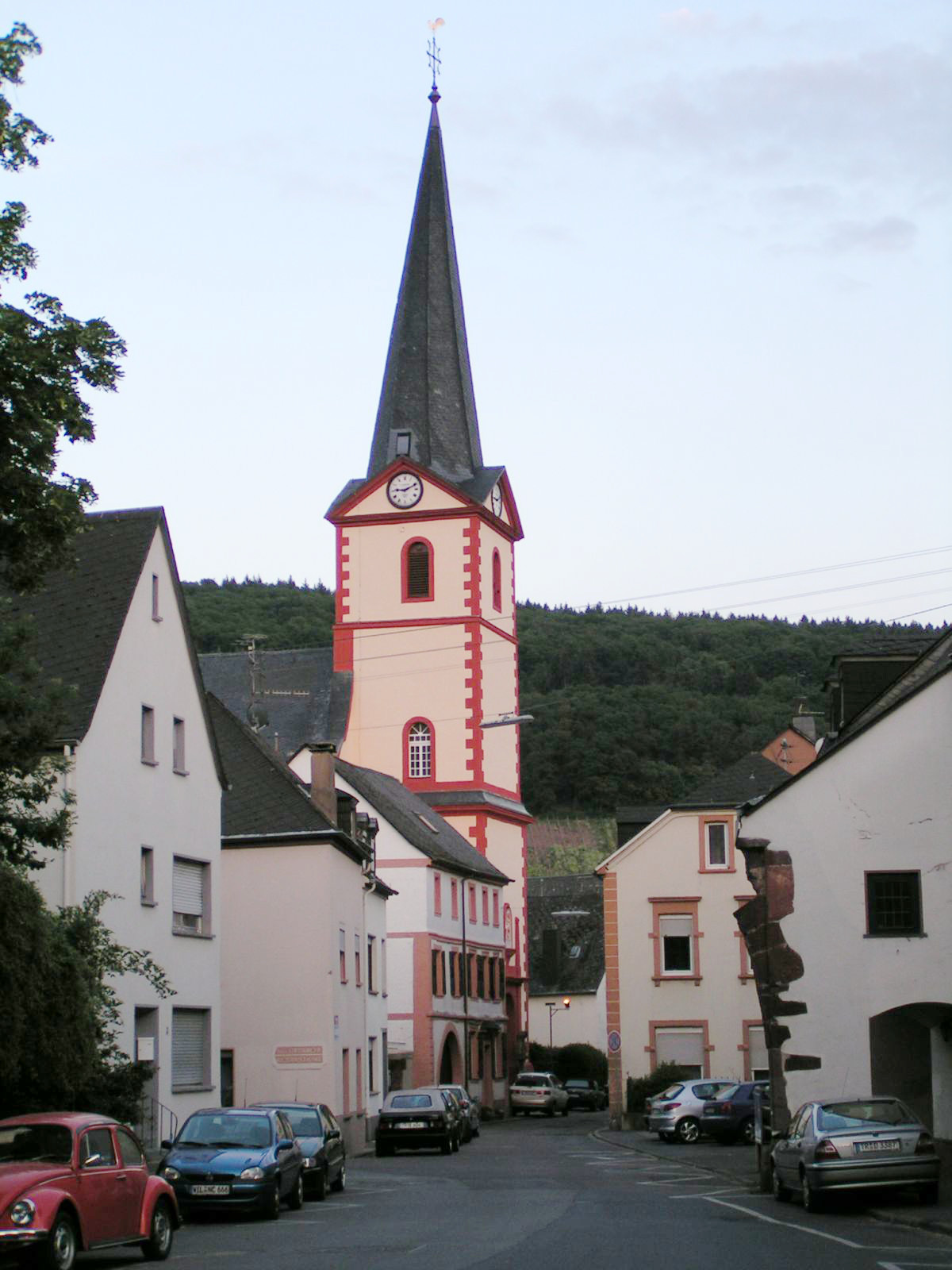
St. Martin

Die ehemalige katholische Pfarrkirche St. Martin ist ein denkmalgeschütztes Kirchengebäude im Trierer Ortsbezirk Pfalzel.

## Geschichte
Die Vorgängerkirche war auch eine Martinskirche aus fränkischer Zeit. Der Trierer Erzbischof Johann II. ließ im Jahr 1498 eine neue Kirche bauen. Diese stürzte wegen Baufälligkeit 1771 ein. Nach den Plänen von L. Leblanc wurde von 1773 bis 1778 ein klassizistischer, einfacher Saalbau mit vorgesetztem Turm gebaut.
Im Jahr 1962 erfolgte der Umbau zum Pfarrheim. Vor dem zugemauerten mittleren Eingang steht ein spätbarocker Bildstock.